# Lina María Saavedra
Lina María Saavedra Díaz (Tunja, 21 de diciembre de 1975) es una bióloga marina colombiana, receptora de una beca L'Oréal-UNESCO a Mujeres en Ciencia en el año 2008 por su labor investigativa sobre la conservación ambiental de las costas colombianas.

## Biografía

### Primeros años y formación académica
Saavedra nació en Tunja, capital del departamento de Boyacá. Desde su infancia se empezó a interesar por el mar luego de un viaje que realizó con sus padres a la ciudad de Cartagena. En 1993 ingresó a la Universidad Jorge Tadeo Lozano a cursar la carrera de Biología Marina, graduándose en el año 2000. A mediados de la década de 2000 se trasladó a los Estados Unidos para cursar un Doctorado en Recursos Naturales y Estudios Ambientales en la Universidad de Nuevo Hampshire. Su tesis estuvo orientada al manejo de la pesca marina artesanal en las costas de Colombia.

### Carrera

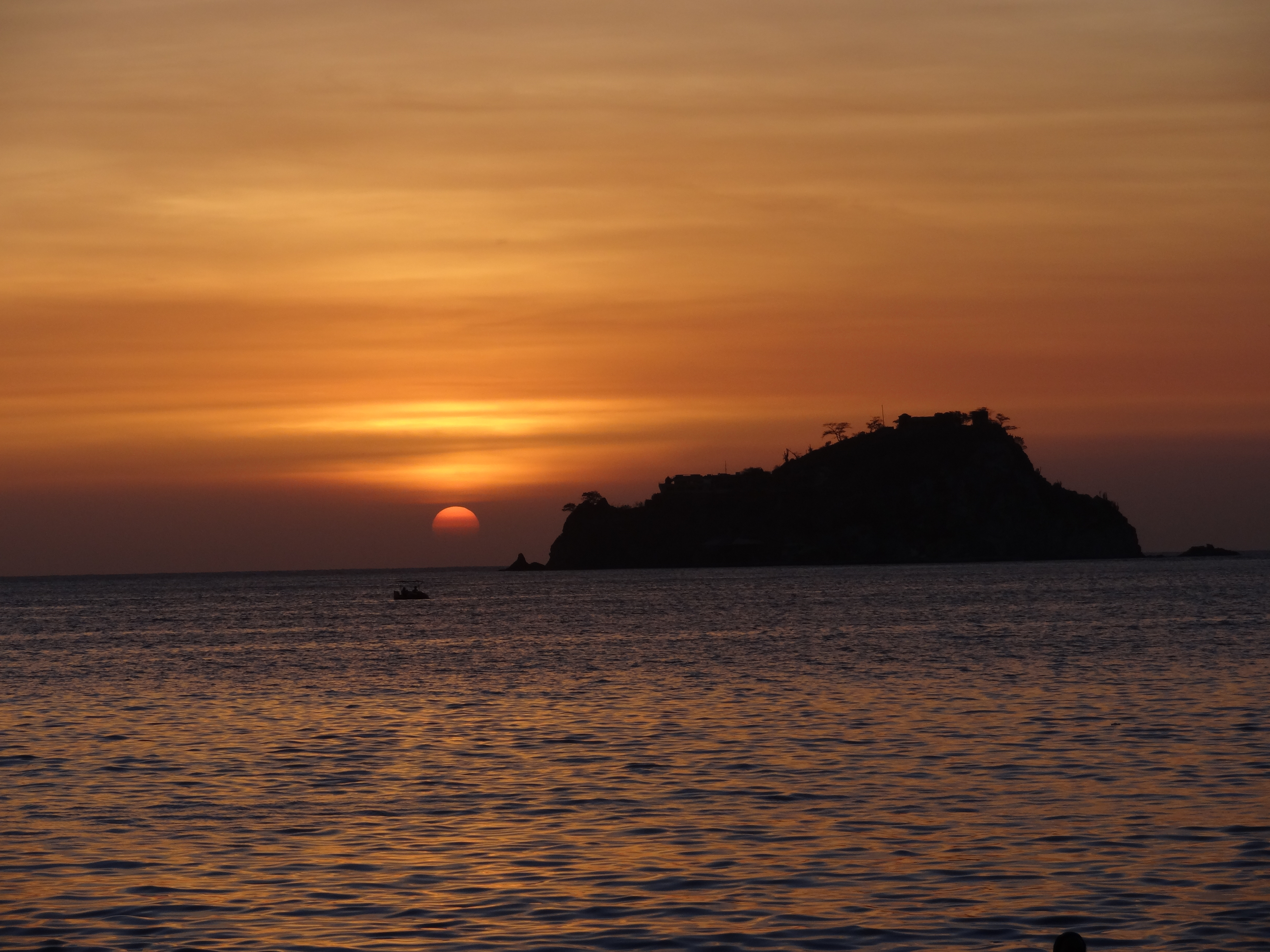
La conservación de la Bahía de Santa Marta en el Caribe colombiano ha sido una de las claves de la labor investigativa de Lina María Saavedra.

Tras obtener su título en Biología Marina, Saavedra se vinculó profesionalmente al Instituto de Investigaciones Marinas y Costeras José Benito Vives de Andréis (INVEMAR), un instituto de investigación sin fines de lucro vinculado al Ministerio del Medio Ambiente y Desarrollo Sostenible de Colombia. Acto seguido empezó a adelantar proyectos de investigación de la mano de entidades como la Universidad de Puerto Rico, el Museo Nacional de Historia Natural, el parque nacional natural Tayrona y la Corporación Autónoma Regional de Boyacá, entre otras. En la década de 2000 se vinculó a la Universidad del Magdalena, donde ha oficiado como docente, analista de datos del Servicio Estadístico Pesquero de Colombia, asesora científica e investigadora. En esta institución ha adelantado importantes iniciativas como el diseño y la creación de un banco de proyectos ambientales para un futuro sostenible en el distrito de Santa Marta y la creación de una base de datos de la calidad ambiental de la bahía de Santa Marta, entre otros.
Su labor investigativa se ha centrado principalmente en el estudio y la conservación de la vida y los ecosistemas marinos del departamento de Magdalena, Colombia. Para ello ha realizado estudios de calidad de agua, diagnósticos socioeconómicos de la región y programas de tratamiento de aguas de lastre provenientes de buques internacionales, estudios sobre la pesca artesanal, entre otros. En 2008 recibió una beca L'Oréal-UNESCO a Mujeres en Ciencia por su labor investigativa. Ha recibido además otro tipo de reconocimientos y ha publicado variedad de artículos en revistas científicas especializadas en todo el mundo.

## Premios y reconocimientos
- 2000 - Trabajo de Grado Meritorio, Universidad Jorge Tadeo Lozano.
- 2000 - Mención de Honor por la calidad y aporte científico del trabajo de grado, Instituto de Investigaciones Marinas y Costeras José Benito Vives de Andréis.
- 2008 - Beca L'Oréal-UNESCO a Mujeres en Ciencia.
- 2017 - Profesor Distinguido, Universidad del Magdalena.
- 2018 - Exaltación a la Mujer Investigadora e Innovadora, Universidad del Magdalena.